# В поисках кота Шрёдингера
В поисках кота Шредингера. Квантовая физика и реальность (англ. In Search of Schrödinger's Cat) ― научно-популярная книга, написанная британским писателем и популяризатором науки, физиком-космологом Джоном Гриббином.  Книга вышла в свет в издательстве «Bantam Books» в 1984 году
.

## Название
Кот Шрёдингера — мысленный эксперимент, предложенный одним из создателей квантовой механики Эрвином Шрёдингером в 1935 году при обсуждении физического смысла волновой функции. В ходе эксперимента возникает суперпозиция живого и мёртвого кота, что выглядит абсурдно с точки зрения здравого смысла.

## Содержание
Книга написана в увлекательной и простой форме даже для тех, кто не специализируется в данной области. Автор рассматривает основы квантовой физики, её приложения и вклад как в научную, так и в философскую области.
Джон Гриббин начинает с описания развития этой области физики в начале XX века с участием таких ученых, как Макс Планк, Альберт Эйнштейн, Эрнест Резерфорд, Нильс Бор, Пол Дирак или того, кто упоминается в названии книги, ― Эрвина Шрёдингера, которые являются ключевыми фигурами мировой физики прошлого века. Эволюция физических теории, различных моделей, теорий, подтверждения и опровержения также описаны в книге.
Кроме того, на её страницах представлены текущие проблемы физики, а также различные новые незавершенные теории, которые могли бы их объяснить, такие как теория супергравитации или теория струн.

## Продолжение
В продолжении книги «Котята Шредингера и поиски реальности» (1995) Гриббин излагает, в частности, и свою интерпретацию теории струн.

## Издание в России
В 2016 году книга «В поисках кота Шредингера. Квантовая физика и реальность» вышла в свет в московском издательстве «Рипол-классик» в переводе на русский язык Заура А. Мамедьярова и Е. А. Фоменко. ISBN 978-5-386-09614-4 .